# Lachès (général)
Pour le dialogue de Platon, voir Lachès.
Lachès est un général athénien du Ve siècle av. J.-C., mort à Mantinée en -418

## Notice biographique
Fils du dénommé Mélanopos, un peu moins illustre que Nicias, Platon dit de lui qu'il est doté d’un tempérament sanguin et néanmoins très sympathique. Il a commandé, en -427, l’expédition que les Athéniens ont envoyé au secours des Léontins. En -424, il participe à la bataille de Délion aux côtés de Socrate, dont il loue la grande vaillance. Il est l’instigateur de la trêve de -423, et meurt au combat à Mantinée en -418. 